# 国分 (大津市)
国分（こくぶ）は、滋賀県大津市にある地名。現行行政地名は国分一丁目及び国分二丁目。

## 地理
大津市の南部に位置し、東に石山寺、北西に北大路、南に石山寺辺町、北に園山と北大路、南東に京都市と接している。東海道新幹線と名神高速道路が北部を東西に通過する。新幹線と高速道路に挟まれた地点に市史跡の国分大塚古墳がある。

## 歴史
「国分」の地名の由来は中世に国分寺があったことによる。石山村大字国分町から石山町大字国分を経て、大津市石山国分町となった。
- 1967年（昭和42年）4月1日 - 石山北大路旭町、石山国分町の各一部を分離し、国分一丁目及び国分二丁目を設置[1]。

## 世帯数と人口
2019年（平成31年）4月1日現在の世帯数と人口は以下の通りである。
| 丁目       | 世帯数    | 人口    |
| ---------- | --------- | ------- |
| 国分一丁目 | 1,739世帯 | 4,220人 |
| 国分二丁目 | 811世帯   | 1,884人 |
| 計         | 2,550世帯 | 6,104人 |

### 人口の変遷
国勢調査による人口の推移。
| 1995年（平成7年）  | 5,927人 | [ 8 ]  |  |
| 2000年（平成12年） | 6,272人 | [ 9 ]  |  |
| 2005年（平成17年） | 6,272人 | [ 10 ] |  |
| 2010年（平成22年） | 6,252人 | [ 11 ] |  |
| 2015年（平成27年） | 6,122人 | [ 12 ] |  |

### 世帯数の変遷
国勢調査による世帯数の推移。
| 1995年（平成7年）  | 1,970世帯 | [ 8 ]  |  |
| 2000年（平成12年） | 2,121世帯 | [ 9 ]  |  |
| 2005年（平成17年） | 2,121世帯 | [ 10 ] |  |
| 2010年（平成22年） | 2,350世帯 | [ 11 ] |  |
| 2015年（平成27年） | 2,398世帯 | [ 12 ] |  |

## 学区
市立小・中学校に通う場合、学区は以下の通りとなる。
| 丁目       | 番・番地等 | 小学校             | 中学校               |
| ---------- | ---------- | ------------------ | -------------------- |
| 国分一丁目 | 全域       | 大津市立晴嵐小学校 | 大津市立北大路中学校 |
| 国分二丁目 | 全域       | 大津市立晴嵐小学校 | 大津市立北大路中学校 |

## 交通
- 東海道新幹線 - 地域を通過する。
- 名神高速道路 - 地域を通過する。
- 滋賀県道782号醍醐大津線

## 施設
- 幻住庵[6]
- 近津尾八幡神社[6]
- 泉福寺 - 松尾芭蕉の肖像画が秘蔵[6]
- 滋賀県立石山高等学校 - 国分の畑ヶ山台地に設置[14]。校内の学園祭は「石舞（こくぶ）祭」と称する[15]。
- フレスコ国分店[16]

かつては晴嵐小学校が北大路町字高木と国分町字西出にまたがって設置されていたが、東海道新幹線の建設によって光が丘町に移転した。

## その他

### 日本郵便
- 郵便番号 : 520-0844[4]（集配局：大津中央郵便局[18]）。